# Scotoecus
Genre
Scotoecus est un genre de mammifères chiroptères (chauves-souris) de la famille des Vespertilionidae.

## Liste desespèces
Selon ITIS (4 nov. 2011) :
- Scotoecus albofuscus (Thomas, 1890)
- Scotoecus hirundo (De Winton, 1899)
- Scotoecus pallidus (Dobson, 1876)